# Komárany
Komárany est un village de Slovaquie situé dans la région de Prešov.

## Histoire
Première mention écrite du village en 1303.

## Démographie

### Évolution de la population
| Année:               | 1994. | 2004.   | 2014.   | 2024.   |
| -------------------- | ----- | ------- | ------- | ------- |
| Nombre de personnes: | 491   | 496     | 484     | 510     |
| Différence:          |       | +1,01 % | -2,41 % | +5,37 % |

| Année:               | 2023. | 2024.   |
| -------------------- | ----- | ------- |
| Nombre de personnes: | 506   | 510     |
| Différence:          |       | +0,79 % |